# Антиной (созвездие)

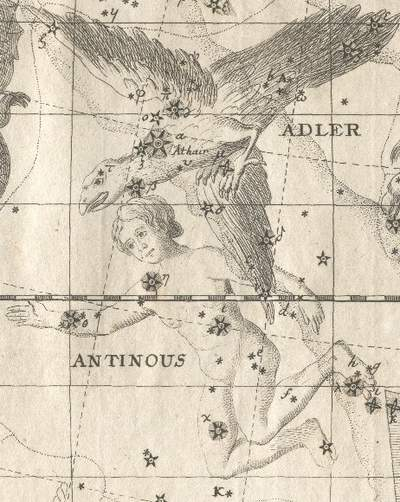
Созвездие Антиной на странице атласа Иоганна Боде.

Антино́й (лат. Antinous) — упразднённое ныне античное экваториальное созвездие. Было предложено во II веке н. э.  в честь Антиноя, греческого юноши, любимца римского императора Адриана. Антиной погиб при загадочных обстоятельствах и был обожествлён безутешным императором. Придворные астрономы поместили изображение Антиноя среди звёзд. Созвездие никогда не было общепризнанным, однако было включено в «Уранографию» Яна Гевелия ещё в 1690 году.

## История
Созвездие Антиноя было выделено близ Млечного Пути между Зодиаком и созвездием Орла, с которым оно обыкновенно и соединяется. Содержит звезду η, открытую Пиготом в 1784 году (переменная с периодом светоизменения 7,176 дня).
В Древней Греции с этим созвездием ассоциировался орёл, который был послан богом Зевсом, чтобы похитить Ганимеда.
Клавдий Птолемей описывал созвездие Орла и внёс его в свой каталог звёздного неба. Во времена Птолемея фигура Орла — птицы Зевса — содержала в себе меньшее число звёзд, чем сейчас. Южные звёзды созвездия Орла были соединены в одно целое и выделены в созвездие Антиной.
Во время процветания Римской империи астрономы выделили созвездие Антиной окончательно и распределили соседние с Орлом звёзды между этими двумя созвездиями.
Фигура Антиноя всегда рисовалась рядом, но совершенно отдельно от орла, при этом многие составители атласов объединяли звёзды этих двух созвездий. В звёздном атласе Байера видны рисунки двух созвездий, хотя последовательность греческих букв этих созвездий продолжена из Орла на Антиноя.
Ныне не существует и включено в созвездие Орла. От старых времён остались только обозначения звёзд созвездия Орла η, θ, ι, κ, λ, напоминающие нам о ранее существовавшем созвездии Антиноя.